# Josef Daimer
Josef Daimer (* 30. Juli 1845

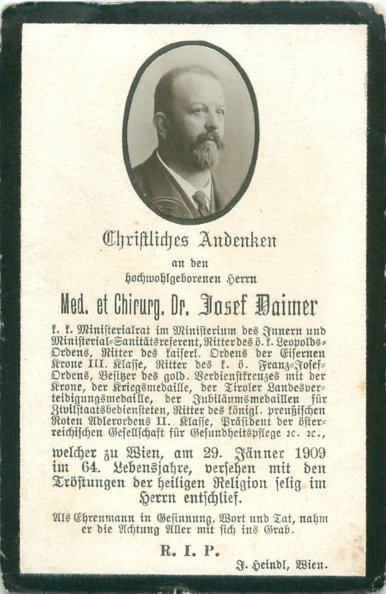
Traueranzeige

in Sand in Taufers, Südtirol; † 29. Jänner 1909 in Wien-Währing) war ein österreichischer Arzt und Ministerialbeamter. Bekannt wurde er als Pionier des Alpinismus im Tauferer Ahrntal.

## Leben
Daimers Vater Josef Alexander Daimer (1811–1883) war 1839 während der Choleraepidemie in Südtirol als Gerichtsarzt nach Taufers gekommen und Gemeindearzt in Sand geworden. Sohn Josef studierte an der Leopold-Franzens-Universität ebenfalls Medizin und wurde Mitglied des Akademischen Gesangsvereins. 1872 wurde er im Corps Rhaetia recipiert. Als begeisterter Bergsteiger begründete er 1873 die Sektion Taufers des Österreichischen Alpenvereins; es handelte sich um die fünfte Sektion Tirols. Er ließ Wanderwege und Schutzhütten erbauen und schrieb den ersten Gebietsführer zum Tauferer Ahrntal. Geführt von Bergführer Stefan Kirchler, gelang ihm und seinem Bruder Karl am 4. September 1874 die Erstbesteigung der 3253 m hohen III. Hornspitze am Hauptkamm der Zillertaler Alpen. 1884 wurde die nach ihm benannte Daimerhütte (1870 m) eröffnet, sie liegt im Rotbachtal nordwestlich von St. Johann am Aufstiegsweg zum Schwarzenstein. Auch die Errichtung der Chemnitzer Hütte durch die Sektion Chemnitz des Deutschen Alpenvereins im Jahre 1895 war seiner Initiative und Tatkraft zu verdanken. Die Hütte befindet sich am Neves-Stausee auf 2419 m zwischen Lappach (Mühlwald) und Weißenbach (Ahrntal).
1880 trat Daimer in den staatlichen Sanitätsdienst Tirol ein und wurde 1887 als Ministerialkonzipist ins Ministerium für Inneres nach Wien berufen, daraufhin 1889 zum Ministerialsekretär, 1894 zum Sektionsrat und 1902 zum Ministerialrat befördert. Auf seine Initiative wurde die Wochenschrift "Das Österreichische Sanitätswesen" und das "Handbuch der Österreichischen Sanitätsgesetze und Verordnungen" ins Leben gerufen. Als Beamter entwarf er Gesetzesvorlagen zur Bekämpfung von übertragbaren Krankheiten und zur Regelung des Apothekenwesens, weiters lieferte er wertvolle Vorarbeiten zur Organisation des öffentlichen Sanitätswesens, zur Ärzteordnung und zur Regelung des Impfwesens.
Daimer starb  mit 63 Jahren als k.k. Ministerialrat im Ministerium des Inneren und wurde am 31. Jänner 1909 auf dem Döblinger Friedhof beerdigt.
Daimer war Präsident der Österreichischen Gesellschaft für Gesundheitspflege. Für seine Verdienste wurde er zum Hofrat ernannt. Eine Hauptstraße in Sand in Taufers trägt seinen Namen. Am 24. Juli 2009 wurde im Gedenken an seinen 100. Todestag am Naturparkhaus von Sand in Taufers eine Gedenktafel enthüllt.

## Veröffentlichungen
- Meteorologische Beobachtungen der Alpenvereins-Stationen im Jahre 1879. In: Zeitschrift des Deutschen und Österreichischen Alpenvereins 1880, S. 47–64.
- mit Reinhold Seyerlen: Die Rieserferner-Gruppe. In: wie vor, S. 381–427.
- mit Reinhold Seyerlen: Die Zillerthaler Gebirgsgruppe. In: ebd. 1882, S. 371–413.
- Handbuch der österreichischen Sanitäts-Gesetze und Verordnungen, 2 Bde., Leipzig 1896–1898.  Digitalisierte Ausgabe der Universitäts- und Landesbibliothek Düsseldorf

## Ehrungen
- Leopoldsorden (Österreich)
- Orden der Eisernen Krone (Österreich) 3. Klasse
- Franz-Joseph-Orden
- Zivil-Verdienstkreuz
- Kriegsmedaille (Österreich)
- Denkmünze an die Tiroler Landesverteidigung von 1866
- Jubiläums-Erinnerungsmedaille 1898
- Roter Adlerorden 2. Klasse